# 11267 Donaldkessler
11267 Donaldkessler eller 1981 UE28 är en asteroid i huvudbältet som upptäcktes den 24 oktober 1981 av den amerikanska astronomen Schelte J. Bus vid Siding Spring-observatoriet. Den är uppkallad efter den amerikanske astronomen Donald J. Kessler.
Asteroiden har en diameter på ungefär 11 kilometer och den tillhör asteroidgruppen Hoffmeister.